# Africa Addio
Africa Addio is een Italiaanse documentaire, gemaakt in 1964 en uitgebracht in 1966. Africa Addio volgt een aantal nieuwe staten op het Afrikaanse continent direct na de dekolonisatie. De documentaire is gemaakt door Gualtiero Jacopetti en Franco Prosperi, de makers van Mondo Cane uit 1962.
Africa Addio betekent 'Vaarwel Afrika', waarmee de makers willen zeggen dat Afrika door de dekolonisatie onomkeerbaar zal veranderen. De eerste zinnen van de documentaire luiden: "Het Afrika zoals wij dat kennen, het Afrika van de grote ontdekkingsreizigers, bestaat niet meer en komt ook nooit meer terug." Africa Addio brengt een aantal schokkende gevolgen van de onafhankelijkheid van een aantal Afrikaanse landen in beeld, zoals etnische conflicten, plezierjacht en strooptochten in wildparken, de slachting van missionarissen en burgeroorlogen. Door het onverbloemde - niet in scène gezette - geweld wordt de film vaak genoemd als een van de eerste Mondo's. In de Verenigde Staten werd een zwaar bewerkte versie in omloop gebracht onder de titel 'Africa: Blood and Guts'. Deze versie is de helft korter dan het origineel en brengt alleen gewelddadige en schokkende beelden zonder de informatieve achtergronden. De Amerikanen hebben daarmee westerse gewelddadigheden buiten beeld gelaten en concentreren zich op het Afrikaanse geweld. De makers Jacopetti en Prosperi hebben zich van deze versie gedistantieerd. In Groot-Brittannië kwam de film uit onder de titel 'Farewell Africa', ook in deze UK-versie is gesneden maar niet zo dramatisch als in de Amerikaanse. Een aantal gewelddadigheden is weggelaten.
In Africa Addio hebben Prosperi en Jacopetti beelden van de Revolutie van Zanzibar weten vast te leggen. Dat zijn de enige beelden die wereldwijd bestaan van deze gebeurtenis. De Revolutie van Zanzibar vond plaats in 1964. Zwarte bewoners keerden zich tegen de Arabische bewoners van Zanzibar, de revolutie kostte 5.000 Arabieren het leven.
Gualtiero Jacopetti en Franco Prosperi schoten de film in drie jaar, van 1961 tot 1964. Net als Mondo Cane I en II wordt de film een 'shockumentaire' genoemd vanwege het felle realisme en het geweld dat in de film te zien is. De film wordt vaak geroemd als meesterwerk, ook omdat de filmtechniek die Jacopetti en Prosperi gebruiken voor die tijd vernieuwend is. Maar er was ook kritiek, zo vonden sommigen de film racistisch of te gewelddadig. Vaak is de film daarom bewerkt op de markt gekomen of volledig van de markt geweerd.
In 2003 werd de film opnieuw uitgebracht door Blue Underground als deel van de 'Mondo Cane Collection'. De Mondo Cane Collection omvat vijf films: Mondo Cane I, Mondo Cane II, Africa Addio, Addio Zio Tom en Women of the World. Van Africa Addio en Addio Zio Tom zijn zowel de Engelse als Italiaanse versie in de collectie opgenomen.